# Seznam prejemnikov medalj svetovnih prvenstev v nordijskem smučanju v smučarskih tekih
Seznam prejemnikov medalj svetovnih prvenstev v nordijskem smučanju v smučarskih tekih, ki z nekaj izjemami poteka na dve leti, prvič pa je potekalo leta 1925.

## Dobitniki medalj

### 15 km do 18 km
| Prvenstvo              | Zlato                           | Srebro                                          | Bron                                 |
| 18 km                  |                                 |                                                 |                                      |
| 1925 Johannisbad       | Otakar Nemecky (Češkoslovaška)  | František Donth (Češkoslovaška)                 | Josef Erleback (Češkoslovaška)       |
| 1927 Cortina d'Ampezzo | John Lindgren (Švedska)         | František Donth (Češkoslovaška)                 | Viktor Schneider (Nemčija)           |
| 17 km                  |                                 |                                                 |                                      |
| 1929 Zakopane          | Veli Saarinen (Finska)          | Anselm Knuuttila (Finska)                       | Hjalmar Bergström (Švedska)          |
| 1930 Oslo              | Arne Rustadstuen (Norveška)     | Trygve Brodahl (Norveška)                       | Tauno Lappalainen (Finska)           |
| 18 km                  |                                 |                                                 |                                      |
| 1931 Oberhof           | Johan Grøttumsbråten (Norveška) | Kristian Hovde (Norveška)                       | Nils Svärd (Švedska)                 |
| 1933 Innsbruck         | Nils-Joel Englund (Švedska)     | Hjalmar Bergström (Švedska)                     | Väinö Liikkanen (Finska)             |
| 1934 Sollefteå         | Sulo Nurmela (Finska)           | Veli Saarinen (Finska)                          | Martti Lappalainen (Finska)          |
| 1935 Vysoké Tatry      | Klaes Karppinen (Finska)        | Oddbjørn Hagen (Norveška)                       | Olaf Hoffsbakken (Norveška)          |
| 1937 Chamonix          | Lars Bergendahl (Norveška)      | Kalle Jalkanen (Finska)                         | Pekka Niemi (Finska)                 |
| 1938 Lahti             | Pauli Pitkänen (Finska)         | Alfred Dahlqvist (Švedska)                      | Kalle Jalkanen (Finska)              |
| 1939 Zakopane          | Juho 'Jussi' Kurikkala (Finska) | Klaes Karppinen (Finska)                        | Carl Pahlin (Švedska)                |
| 1950 Lake Placid       | Karl-Erik Åström (Švedska)      | Enar Josefsson (Švedska)                        | Arnljot Nyaas (Norveška)             |
| 15 km                  |                                 |                                                 |                                      |
| 1954 Falun             | Veikko Hakulinen (Finska)       | Arvo Viitanen (Finska)                          | August Kiuru (Finska)                |
| 1958 Lahti             | Veikko Hakulinen (Finska)       | Pavel Kolčin (Sovjetska zveza)                  | Anatoly Šeljuhin (Sovjetska zveza)   |
| 1962 Zakopane          | Assar Rönnlund (Švedska)        | Harald Grønningen (Norveška)                    | Einar Østby (Norveška)               |
| 1966 Oslo              | Gjermund Eggen (Norveška)       | Ole Ellefsæter (Norveška)                       | Odd Martinsen (Norveška)             |
| 1970 Vysoké Tatry      | Lars-Göran Åslund (Švedska)     | Odd Martinsen (Norveška)                        | Fjodor Simašev (Sovjetska zveza)     |
| 1974 Falun             | Magne Myrmo (Norveška)          | Gerhard Grimmer (Nemška demokratična republika) | Vasilij Ročev (Sovjetska zveza)      |
| 1978 Lahti             | Josef Łuszczek (Poljska)        | Jevgenij Beljajev (Sovjetska zveza)             | Juha Mieto (Finska)                  |
| 1982 Oslo              | Oddvar Brå (Norveška)           | Aleksander Zavijalov (Sovjetska zveza)          | Harri Kirvesniemi (Finska)           |
| 1985 Seefeld           | Kari Härkönen (Finska)          | Thomas Wassberg (Švedska)                       | Maurilio De Zolt (Italija)           |
| 1987 Oberstdorf        | Marco Albarello (Italija)       | Thomas Wassberg (Švedska)                       | Mihail Devjatjarov (Sovjetska zveza) |
| 1989 Lahti prosto      | Gunde Svan (Švedska)            | Torgny Mogren (Švedska)                         | Lars Håland (Švedska)                |
| 1989 Lahti klasično    | Harri Kirvesniemi (Finska)      | Pål Gunnar Mikkelsplass (Norveška)              | Vegard Ulvang (Norveška)             |
| 1991 Val di Fiemme     | Bjørn Dæhlie (Norveška)         | Gunde Svan (Švedska)                            | Vladimir Smirnov (Sovjetska zveza)   |
| 2001 Lahti             | Per Elofsson (Švedska)          | Mathias Fredriksson (Švedska)                   | Odd-Bjørn Hjelmeset (Norveška)       |
| 2003 Val di Fiemme     | Axel Teichmann (Nemčija)        | Jaak Mae (Estonija)                             | Frode Estil (Norveška)               |
| 2005 Oberstdorf        | Pietro Piller Cottrer (Italija) | Fulvio Valbusa (Italija)                        | Tore Ruud Hofstad (Norveška)         |
| 2007 Saporo            | Lars Berger (Norveška)          | Leanid Karneyenka (Belorusija)                  | Tobias Angerer (Nemčija)             |
| 2009 Liberec           | Andrus Veerpalu (Estonija)      | Lukáš Bauer (Češka)                             | Matti Heikkinen (Finska)             |
| 2011 Oslo              | Matti Heikkinen (FIN)           | Eldar Rønning (NOR)                             | Martin Johnsrud Sundby (NOR)         |
| 2013 Val di Fiemme     | Petter Northug (NOR)            | Johan Olsson (SWE)                              | Tord Asle Gjerdalen (NOR)            |
| 2015 Falun             | Johan Olsson (SWE)              | Maurice Manificat (FRA)                         | Anders Gløersen (NOR)                |
| 2017 Lahti             | Iivo Niskanen (FIN)             | Martin Johnsrud Sundby (NOR)                    | Niklas Dyrhaug (NOR)                 |
| 2019 Seefeld           | Martin Johnsrud Sundby (NOR)    | Aleksander Bessmertnih (RUS)                    | Iivo Niskanen (FIN)                  |
| 2021 Oberstdorf        | Hans Christer Holund (NOR)      | Simen Hegstad Krüger (NOR)                      | Harald Østberg Amundsen (NOR)        |

### 50 km
| Prvenstvo              | Zlato                                           | Srebro                                       | Bron                                            |
| 1925 Johannisbad       | Frantisek Donth (Češkoslovaška)                 | Frantisek Häckel (Češkoslovaška)             | Antonin Ettrich (Češkoslovaška)                 |
| 1926 Lahti             | Matti Raivio (Finska)                           | Tauno Lappalainen (Finska)                   | Olav Kjelbotn (Norveška)                        |
| 1927 Cortina d'Ampezzo | John Lindgren (Švedska)                         | John Wikström (Švedska)                      | Frantisek Donth (Češkoslovaška)                 |
| 1929 Zakopane          | Anselm Knuuttila (Finska)                       | Veli Saarinen (Finska)                       | Olle Hansson (Švedska)                          |
| 1930 Oslo              | Sven Utterström (Švedska)                       | Arne Rustadstuen (Norveška)                  | Adiel Paananen (Finska)                         |
| 1931 Oberhof           | Ole Stenen (Norveška)                           | Martin Peder Vangli (Norveška)               | Karl Lindberg (Švedska)                         |
| 1933 Innsbruck         | Veli Saarinen (Finska)                          | Sven Utterström (Švedska)                    | Hjalmar Bergström (Švedska)                     |
| 1934 Sollefteå         | Elis Wiklund (Švedska)                          | Nils-Joel Englund (Švedska)                  | Olli Remes (Finska)                             |
| 1935 Vysoké Tatry      | Nils-Joel Englund (Švedska)                     | Klaes Karppinen (Finska)                     | Trygve Brodahl (Norveška)                       |
| 1937 Chamonix          | Pekka Niemi (Finska)                            | Klaes Karppinen (Finska)                     | Vincenzo Demetz (Italija)                       |
| 1938 Lahti             | Kalle Jalkanen (Finska)                         | Alvar Rantalahti (Finska)                    | Lars Bergendahl (Norveška)                      |
| 1939 Zakopane          | Lars Bergendahl (Norveška)                      | Klaes Karppinen (Finska)                     | Oscar Gjøslien (Norveška)                       |
| 1950 Lake Placid       | Gunnar Eriksson (Švedska)                       | Enar Josefsson (Švedska)                     | Nils Karlsson (Švedska)                         |
| 1954 Falun             | Vladimir Kuzin (Sovjetska zveza)                | Veikko Hakulinen (Finska)                    | Arvo Viitanen (Finska)                          |
| 1958 Lahti             | Sixten Jernberg (Švedska)                       | Veikko Hakulinen (Finska)                    | Arvo Viitanen (Finska)                          |
| 1962 Zakopane          | Sixten Jernberg (Švedska)                       | Assar Rönnlund (Švedska)                     | Kalevi Hämäläinen (Finska)                      |
| 1966 Oslo              | Gjermund Eggen (Norveška)                       | Arto Tiainen (Finska)                        | Eero Mäntyranta (Finska)                        |
| 1970 Vysoké Tatry      | Kalevi Oikarainen (Finska)                      | Vjačeslav Vedenin (Sovjetska zveza)          | Gerhard Grimmer (Nemška demokratična republika) |
| 1974 Falun             | Gerhard Grimmer (Nemška demokratična republika) | Stanislav Henych (Češkoslovaška)             | Thomas Magnusson (Švedska)                      |
| 1978 Lahti             | Sven-Åke Lundbäck (Švedska)                     | Jevgenij Beljajev (Sovjetska zveza)          | Jean-Paul Pierrat (Francija)                    |
| 1982 Oslo              | Thomas Wassberg (Švedska)                       | Jurij Burlakov (Sovjetska zveza)             | Lars-Erik Eriksen (Norveška)                    |
| 1985 Seefeld           | Gunde Svan (Švedska)                            | Maurilio De Zolt (Italija)                   | Ove Aunli (Norveška)                            |
| 1987 Oberstdorf        | Maurilio De Zolt (Italija)                      | Thomas Wassberg (Švedska)                    | Torgny Mogren (Švedska)                         |
| 1989 Lahti             | Gunde Svan (Švedska)                            | Torgny Mogren (Švedska)                      | Aleksej Prokurorov (Sovjetska zveza)            |
| 1991 Val di Fiemme     | Torgny Mogren (Švedska)                         | Gunde Svan (Švedska)                         | Maurilio De Zolt (Italija)                      |
| 1993 Falun             | Torgny Mogren (Švedska)                         | Hervé Balland (Francija)                     | Bjørn Dæhlie (Norveška)                         |
| 1995 Thunder Bay       | Silvio Fauner (Italija)                         | Bjørn Dæhlie (Norveška)                      | Vladimir Smirnov (Kazahstan)                    |
| 1997 Trondheim         | Mika Myllylä (Finska)                           | Erling Jevne (Norveška)                      | Bjørn Dæhlie (Norveška)                         |
| 1999 Ramsau            | Mika Myllylä (Finska)                           | Andrus Veerpalu (Estonija)                   | Mikhail Botvinov (Avstrija)                     |
| 2001 Lahti             | Johann Mühlegg (Španija)                        | René Sommerfeldt (Nemčija)                   | Sergej Krijanin (Rusija)                        |
| 2003 Val di Fiemme     | Martin Koukal (Češka)                           | Anders Södergren (Švedska)                   | Jörgen Brink (Švedska)                          |
| 2005 Oberstdorf        | Frode Estil (Norveška)                          | Anders Aukland (Norveška)                    | Odd-Bjørn Hjelmeset (Norveška)                  |
| 2007 Saporo            | Odd-Bjørn Hjelmeset (Norveška)                  | Frode Estil (Norveška)                       | Jens Filbrich (Nemčija)                         |
| 2009 Liberec           | Petter Northug (Norveška)                       | Maksim Vilegžanin (Rusija)                   | Tobias Angerer (Nemčija)                        |
| 2011 Oslo              | Petter Northug (NOR)                            | Maksim Vilegžanin (RUS)                      | Tord Asle Gjerdalen (NOR)                       |
| 2013 Val di Fiemme     | Johan Olsson (SWE)                              | Dario Cologna (SUI)                          | Aleksej Poltoranin (KAZ)                        |
| 2015 Falun             | Petter Northug (NOR)                            | Lukáš Bauer (CZE)                            | Johan Olsson (SWE)                              |
| 2017 Lahti             | Alex Harvey (CAN)                               | Sergej Ustjugov (RUS)                        | Matti Heikkinen (FIN)                           |
| 2019 Seefeld           | Hans Christer Holund (NOR)                      | Aleksander Bolšunov (RUS)                    | Sjur Røthe (NOR)                                |
| 2021 Oberstdorf        | Emil Iversen (NOR)                              | Aleksander Bolšunov · Smučarska zveza Rusije | Simen Hegstad Krüger (NOR)                      |

### 30 km
| Prvenstvo          | Zlato                                | Srebro                                          | Bron                                |
| 1926 Lahti         | Matti Raivio (Finska)                | Tauno Lappalainen (Finska)                      | Veli Saarinen (Finska)              |
| 1954 Falun         | Vladimir Kuzin (Sovjetska zveza)     | Veikko Hakulinen (Finska)                       | Martti Lautala (Finska)             |
| 1958 Lahti         | Kalevi Hämäläinen (Finska)           | Pavel Kolčin (Sovjetska zveza)                  | Sixten Jernberg (Švedska)           |
| 1962 Zakopane      | Eero Mäntyranta (Finska)             | Janne Stefansson (Švedska)                      | Giulio de Florian (Italija)         |
| 1966 Oslo          | Eero Mäntyranta (Finska)             | Kalevi Laurila (Finska)                         | Walter Demel (Nemčija)              |
| 1970 Vysoké Tatry  | Vyacheslav Vedenin (Sovjetska zveza) | Gerhard Grimmer (Nemška demokratična republika) | Odd Martinsen (Norveška)            |
| 1974 Falun         | Thomas Magnusson (Švedska)           | Juha Mieto (Finska)                             | Jan Staszel (Poljska)               |
| 1978 Lahti         | Sergej Saveljev (Sovjetska zveza)    | Nikolaj Zimjatov (Sovjetska zveza)              | Josef Łuszczek (Poljska)            |
| 1982 Oslo          | Thomas Eriksson (Švedska)            | Lars-Erik Eriksen (Norveška)                    | Bill Koch (Združene države Amerike) |
| 1985 Seefeld       | Gunde Svan (Švedska)                 | Ove Aunli (Norveška)                            | Harri Kirvesniemi (Finska)          |
| 1987 Oberstdorf    | Thomas Wassberg (Švedska)            | Aki Karvonen (Finska)                           | Christer Majbäck (Švedska)          |
| 1989 Lahti         | Vladimir Smirnov (Sovjetska zveza)   | Vegard Ulvang (Norveška)                        | Christer Majbäck (Švedska)          |
| 1991 Val di Fiemme | Gunde Svan (Švedska)                 | Vladimir Smirnov (Sovjetska zveza)              | Vegard Ulvang (Norveška)            |
| 1993 Falun         | Bjørn Dæhlie (Norveška)              | Vegard Ulvang (Norveška)                        | Vladimir Smirnov (Kazahstan)        |
| 1995 Thunder Bay   | Vladimir Smirnov (Kazahstan)         | Bjørn Dæhlie (Norveška)                         | Aleksej Prokurorov (Rusija)         |
| 1997 Trondheim     | Aleksej Prokourorov (Rusija)         | Bjørn Dæhlie (Norveška)                         | Thomas Alsgaard (Norveška)          |
| 1999 Ramsau        | Mika Myllylä (Finska)                | Thomas Alsgaard (Norveška)                      | Bjørn Dæhlie (Norveška)             |
| 2001 Lahti         | Andrus Veerpalu (Estonija)           | Frode Estil (Norveška)                          | Mikhail Ivanov (Rusija)             |
| 2003 Val di Fiemme | Thomas Alsgaard (Norveška)           | Anders Aukland (Norveška)                       | Frode Estil (Norveška)              |

### Štafeta 4 x 10 km
| Prvenstvo          | Zlato | Srebro                                                                                            | Bron |
| 1933 Innsbruck     | Per Erik Hedlund · Sven Utterström · Nils-Joel Englund · Hjalmar Bergström · Švedska                                                                                           | František Šimůnek · Vladimír Novák · Antonín Bartoň · Cyril Musil · Češkoslovaška                 | Hugo Gstrein · Hermann Gadner · Balthasar Niederkofler · Harald Paumgarten · Avstrija                                                                 |
| 1934 Sollefteå     | Sulo Nurmela · Klaes Karppinen · Martti Lappalainen · Veli Saarinen · Finska                                                                                                   | Walter Motz · Josef Schreiner · Willy Bogner · Herbert Leupold · Nemčija                          | Allan Karlsson · Lars Theodor Jonsson · Nils-Joel Englund · Arthur Häggblad · Švedska                                                                 |
| 1935 Vysoké Tatry  | Mikko Husu · Klaes Karppinen · Väinö Liikkanen · Sulo Nurmela · Finska | Sverre Brodahl · Bjarne Iversen · Olaf Hoffsbakken · Oddbjørn Hagen · Norveška                    | Halvar Moritz · Erik August Larsson · Martin Matsbo · Nils-Joel Englund · Švedska                                                                     |
| 1937 Chamonix      | Annar Ryen · Oskar Fredriksen · Sigurd Røen · Lars Bergendahl · Norveška | Pekka Niemi · Klaes Karppinen · Juho 'Jussi' Kurikkala · Kalle Jalkanen · Finska                  | Giulio Gerardi · Aristide Compagnoni · Silvio Confortola · Vincenzo Demetz · Italija                                                                  |
| 1938 Lahti         | Juho 'Jussi' Kurikkala · Martti Lauronen · Pauli Pitkänen · Klaes Karppinen · Finska                                                                                           | Ragnar Ringstad · Olav Økern · Arne Larsen · Lars Bergendahl · Norveška                           | Sven Hansson · Donald Johansson · Sigurd Nilsson · Martin Matsbo · Švedska                                                                            |
| 1939 Zakopane      | Pauli Pitkänen · Olavi Alakulppi · Eino Olkinuora · Klaes Karppinen · Finska                                                                                                   | Alvar Hägglund · Selm Stenvall · John Westbergh · Carl Pahlin · Švedska                           | Aristide Compagnoni · Severino Compagnoni · Gottfredo Baur · Alberto Jammeron · Italija                                                               |
| 1950 Lake Placid   | Nils Täpp · Karl-Erik Åström · Martin Lundström · Enar Josefsson · Švedska | Heikki Hasu · Viljo Vellonen · Paavo Lonkila · August Kiuru · Finska                              | Martin Stokken · Eilert Dahl · Kristian Bjørn · Henry Hermansen · Norveška                                                                            |
| 1954 Falun         | August Kiuru · Tapio Mäkelä · Arvo Viitanen · Veikko Hakulinen · Finska | Nikolaj Kozlov · Fjodor Terentjev · Aleksej Kuznecov · Vladimir Kuzin · Sovjetska zveza           | Sune Larsson · Sixten Jernberg · Arthur Olsson · Per-Erik Larsson · Švedska                                                                           |
| 1958 Lahti         | Sixten Jernberg · Lennart Larsson · Sture Grahn · Per-Erik Larsson · Švedska                                                                                                   | Fjodor Terentjev · Nikolaj Anikin · Anatolij Šeljuhin · Pavel Kolčin · Sovjetska zveza            | Kalevi Hämäläinen · Arto Tiainen · Arvo Viitanen · Veikko Hakulinen · Finska                                                                          |
| 1962 Zakopane      | Lars Olsson · Sture Grahn · Sixten Jernberg · Assar Rönnlund · Švedska | Väinö Huhtala · Kalevi Laurila · Pentti Pesonen · Eero Mäntyranta · Finska                        | Ivan Utrobin · Pavel Kolčin · Aleksej Kuznecov · Genadij Vaganov · Sovjetska zveza                                                                    |
| 1966 Oslo          | Odd Martinsen · Harald Grønningen · Ole Ellefsæter · Gjermund Eggen · Norveška                                                                                                 | Kalevi Oikarainen · Hannu Taipale · Kalevi Laurila · Eero Mäntyranta · Finska                     | Giulio de Florian · Franco Nones · Gianfranco Stella · Franco Manfroi · Italija                                                                       |
| 1970 Vysoké Tatry  | Vladimir Voronkov · Valerij Tarakanov · Fjodor Simašev · Vjačeslav Vedenin · Sovjetska zveza                                                                                   | Gerd Hessler · Axel Lesser · Gerhard Grimmer · Gert-Dietmar Klause · Vzhodna Nemčija              | Ove Lestander · Jan Halvarsson · Ingvar Sandström · Lars-Göran Åslund · Švedska                                                                       |
| 1974 Falun         | Gerd Hessler · Dieter Meinel · Gerhard Grimmer · Gert-Dietmar Klause · Vzhodna Nemčija                                                                                         | Ivan Garanin · Fjodor Simašev · Vasilij Rotčev · Jurij Skobov · Sovjetska zveza                   | Magne Myrmo · Odd Martinsen · Ivar Formo · Oddvar Brå · Norveška                                                                                      |
| 1978 Lahti         | Sven-Åke Lundbäck · Christer Johansson · Tommy Limby · Thomas Magnusson · Švedska                                                                                              | Esko Lähtevänoja · Juha Mieto · Pertti Teurajärvi · Matti Pitkänen · Finska                       | Lars-Erik Eriksen · Ove Aunli · Ivar Formo · Oddvar Brå · Norveška                                                                                    |
| 1982 Oslo          | Lars Erik Eriksen · Ove Aunli · Pål Gunnar Mikkelsplass · Oddvar Brå · Norveška Vladimir Nikitin · Aleksander Batjuk · Jurij Burlakov · Aleksander Zavijalov · Sovjetska zveza |                                                                                                   | Kari Härkönen · Aki Karvonen · Harri Kirvesniemi · Juha Mieto · Finska Uwe Bellmann · Uwe Winsch · Stefan Schicker · Frank Schröder · Vzhodna Nemčija |
| 1985 Seefeld       | Arild Monsen · Pål Gunnar Mikkelsplass · Tor Håkon Holte · Ove Aunli · Norveška                                                                                                | Marco Albarello · Giorgio Vanzetta · Maurilio De Zolt · Giuseppe Ploner · Italija                 | Erik Östlund · Thomas Wassberg · Thomas Eriksson · Gunde Svan · Švedska                                                                               |
| 1987 Oberstdorf    | Erik Östlund · Gunde Svan · Thomas Wassberg · Torgny Mogren · Švedska | Aleksander Batjuk · Vladimir Smirnov · Mihail Devjatjarov · Vladimir Sakhnov · Sovjetska zveza    | Ove Aunli · Vegard Ulvang · Pål Gunnar Mikkelsplass · Terje Langli · Norveška                                                                         |
| 1989 Lahti         | Christer Majbäck · Gunde Svan · Lars Håland · Torgny Mogren · Švedska | Aki Karvonen · Harri Kirvesniemi · Kari Ristanen · Jari Räsänen · Finska                          | Ladislav Švanda · Martin Petrášek · Radim Nyč · Václav Korunka · Češkoslovaška                                                                        |
| 1991 Val di Fiemme | Øyvind Skaanes · Terje Langli · Vegard Ulvang · Bjørn Dæhlie · Norveška | Thomas Eriksson · Christer Majbäck · Gunde Svan · Torgny Mogren · Švedska                         | Mika Kuusisto · Harri Kirvesniemi · Jari Isometsä · Jari Räsänen · Finska                                                                             |
| 1993 Falun         | Sture Sivertsen · Vegard Ulvang · Terje Langli · Bjørn Dæhlie · Norveška | Maurilio De Zolt · Marco Albarello · Giorgio Vanzetta · Silvio Fauner · Italija                   | Andrej Kirilov · Igor Badamčin · Aleksej Prokurorov · Mihail Botvinov · Rusija                                                                        |
| 1995 Thunder Bay   | Sture Sivertsen · Erling Jevne · Bjørn Dæhlie · Thomas Alsgaard · Norveška | Karri Hietamäki · Harri Kirvesniemi · Jari Räsänen · Jari Isometsä · Finska                       | Fulvio Valbusa · Marco Albarello · Fabio Maj · Silvio Fauner · Italija                                                                                |
| 1997 Trondheim     | Sture Sivertsen · Erling Jevne · Bjørn Dæhlie · Thomas Alsgaard · Norveška | Harri Kirvesniemi · Mika Myllylä · Jari Räsänen · Jari Isometsä · Finska                          | Giorgio Di Centa · Silvio Fauner · Pietro Piller Cottrer · Fulvio Valbusa · Italija                                                                   |
| 1999 Ramsau        | Markus Gandler · Alois Stadlober · Mikhail Botvinov · Christian Hoffmann · Avstrija                                                                                            | Espen Bjervig · Erling Jevne · Bjørn Dæhlie · Thomas Alsgaard · Norveška                          | Giorgio Di Centa · Fabio Maj · Fulvio Valbusa · Silvio Fauner · Italija                                                                               |
| 2001 Lahti         | Frode Estil · Odd-Bjørn Hjelmeset · Thomas Alsgaard · Tor Arne Hetland · Norveška                                                                                              | Urban Lindgren · Mathias Fredriksson · Magnus Ingesson · Per Elofsson · Švedska                   | Jens Filbrich · Andreas Schlütter · Ron Spanuth · René Sommerfeldt · Nemčija                                                                          |
| 2003 Val di Fiemme | Anders Aukland · Frode Estil · Tore Ruud Hofstad · Thomas Alsgaard · Norveška                                                                                                  | Jens Filbrich · Andreas Schlütter · René Sommerfeldt · Axel Teichmann · Nemčija                   | Anders Södergren · Per Elofsson · Mathias Fredriksson · Jörgen Brink · Švedska                                                                        |
| 2005 Oberstdorf    | Odd-Bjørn Hjelmeset · Frode Estil · Lars Berger · Tore Ruud Hofstad · Norveška                                                                                                 | Jens Filbrich · Andreas Schlütter · Tobias Angerer · Axel Teichmann · Nemčija                     | Nikolaj Pankratov · Vasilij Rotčev · Jevgenij Dementijev · Nikolaj Bolšakov · Rusija                                                                  |
| 2007 Saporo        | Eldar Rønning · Odd-Bjørn Hjelmeset · Lars Berger · Petter Northug · Norveška                                                                                                  | Nikolaj Pankratov · Vasilij Rotčev · Aleksander Legkov · Jevgenij Dementijev · Rusija             | Martin Larsson · Mathias Fredriksson · Marcus Hellner · Anders Södergren · Švedska                                                                    |
| 2009 Liberec       | Eldar Rønning Odd-Bjørn Hjelmeset Tore Ruud Hofstad Petter Northug Norveška | Jens Filbrich · Tobias Angerer · Franz Göring · Axel Teichmann · Nemčija                          | Matti Heikkinen Sami Jauhojärvi Teemu Kattilakoski Ville Nousiainen Finska                                                                            |
| 2011 Oslo          | Martin Johnsrud Sundby Eldar Rønning Tord Asle Gjerdalen Petter Northug Norveška                                                                                               | Daniel Rickardsson Johan Olsson Anders Södergren Marcus Hellner Švedska                           | Jens Filbrich · Axel Teichmann · Franz Göring · Tobias Angerer · Nemčija                                                                              |
| 2013 Val di Fiemme | Tord Asle Gjerdalen Eldar Rønning Sjur Røthe Petter Northug Norveška | Daniel Richardsson Johan Olsson Marcus Hellner Calle Halfvarsson Švedska                          | Jevgenij Belov · Maksim Vilegžanin · Aleksander Legkov · Sergej Ustjugov · Rusija                                                                     |
| 2015 Falun         | Niklas Dyrhaug Didrik Tønseth Anders Gloeersen Petter Northug Norveška | Daniel Richardsson Johan Olsson Marcus Hellner Calle Halfvarsson Švedska                          | Jean-Marc Gaillard · Maurice Manificat · Robin Duvillard · Adrien Backscheider · Francija                                                             |
| 2017 Lahti         | Didrik Tønseth Niklas Dyrhaug Martin Johnsrud Sundby Finn Hågen Krogh Norveška                                                                                                 | Andrej Larkov · Aleksander Bessmertnih · Aleksej Červotkin · Sergej Ustjugov · Rusija             | Daniel Richardsson Johan Olsson Marcus Hellner Calle Halfvarsson Švedska                                                                              |
| 2019 Seefeld       | Emil Iversen Martin Johnsrud Sundby Sjur Røthe Johannes Høsflot Klæbo Norveška                                                                                                 | Andrej Larkov · Aleksander Bessmertnih · Aleksander Bolšunov · Sergej Ustjugov · Rusija           | Adrien Backscheider · Maurice Manificat · Clément Parisse · Richard Jouve · Francija                                                                  |
| 2021 Oberstdorf    | Pål Golberg Emil Iversen Hans Christer Holund Johannes Høsflot Klæbo Norveška                                                                                                  | Aleksej Červotkin · Ivan Jakimuškin · Artem Malcev · Aleksander Bolšunov · Smučarska zveza Rusije | Hugo Lapalus · Maurice Manificat · Clément Parisse · Jules Lapierre · Francija                                                                        |

### 10 km
| Prvenstvo          | Zlato                        | Srebro                       | Bron                           |
| 1991 Val di Fiemme | Terje Langli (Norveška)      | Christer Majbäck (Švedska)   | Torgny Mogren (Švedska)        |
| 1993 Falun         | Sture Sivertsen (Norveška)   | Vladimir Smirnov (Kazahstan) | Vegard Ulvang (Norveška)       |
| 1995 Thunder Bay   | Vladimir Smirnov (Kazahstan) | Bjørn Dæhlie (Norveška)      | Mika Myllylä (Finska)          |
| 1997 Trondheim     | Bjørn Dæhlie (Norveška)      | Aleksej Prokurorov (Rusija)  | Mika Myllylä (Finska)          |
| 1999 Ramsau        | Mika Myllylä (Finska)        | Alois Stadlober (Avstrija)   | Odd-Bjørn Hjelmeset (Norveška) |

### Dvojno zasledovanje
| Prvenstvo                      | Zlato                                        | Srebro                       | Bron                            |
| 10 km klasično + 15 km prosto. |                                              |                              |                                 |
| 1993 Falun                     | Bjørn Dæhlie (Norveška)                      | Vladimir Smirnov (Kazahstan) | Silvio Fauner (Italija)         |
| 1995 Thunder Bay               | Vladimir Smirnov (Kazahstan)                 | Silvio Fauner (Italija)      | Jari Isometsä (Finska)          |
| 1997 Trondheim                 | Bjørn Dæhlie (Norveška)                      | Mika Myllylä (Finska)        | Aleksej Prokurorov (Rusija)     |
| 1999 Ramsau                    | Thomas Alsgaard (Norveška)                   | Mika Myllylä (Finska)        | Fulvio Valbusa (Italija)        |
| 10 km klasično + 10 km prosto. |                                              |                              |                                 |
| 2001 Lahti                     | Per Elofsson (Švedska)                       | Johann Mühlegg (Španija)     | Vitalij Denisov (Rusija)        |
| 2003 Val di Fiemme             | Per Elofsson (Švedska)                       | Tore Ruud Hofstad (Norveška) | Jörgen Brink (Švedska)          |
| 15 km klasično + 15 km prosto  |                                              |                              |                                 |
| 2005 Oberstdorf                | Vincent Vittoz (Francija)                    | Giorgio Di Centa (Italija)   | Frode Estil (Norveška)          |
| 2007 Saporo                    | Axel Teichmann (Nemčija)                     | Tobias Angerer (Nemčija)     | Pietro Piller Cottrer (Italija) |
| 2009 Liberec                   | Petter Northug (Norveška)                    | Anders Södergren (Švedska)   | Giorgio di Centa (Italija)      |
| 2011 Oslo                      | Petter Northug (NOR)                         | Maksim Vilegžanin (RUS)      | Ilia Chernousov (RUS)           |
| 2013 Val di Flemme             | Dario Cologna (SUI)                          | Martin Johnsrud Sundby (NOR) | Sjur Røthe (NOR)                |
| 2015 Falun                     | Maksim Vilegžanin (RUS)                      | Dario Cologna (SUI)          | Alex Harvey (CAN)               |
| 2017 Lahti                     | Sergej Ustjugov (RUS)                        | Martin Johnsrud Sundby (NOR) | Finn Hågen Krogh (NOR)          |
| 2019 Seefeld                   | Sjur Røthe (NOR)                             | Aleksander Bolšunov (RUS)    | Martin Johnsrud Sundby (NOR)    |
| 2021 Oberstdorf                | Aleksander Bolšunov · Smučarska zveza Rusije | Simen Hegstad Krüger (NOR)   | Hans Christer Holund (NOR)      |

### Posamični šprint
| Prvenstvo          | Zlato                          | Srebro                      | Bron                          |
| 2001 Lahti         | Tor Arne Hetland (Norveška)    | Cristian Zorzi (Italija)    | Håvard Solbakken (Norveška)   |
| 2003 Val di Fiemme | Thobias Fredriksson (Švedska)  | Håvard Bjerkeli (Norveška)  | Tor Arne Hetland (Norveška)   |
| 2005 Oberstdorf    | Vasilij Rotčev (Rusija)        | Tor Arne Hetland (Norveška) | Thobias Fredriksson (Švedska) |
| 2007 Saporo        | Jens Arne Svartedal (Norveška) | Mats Larsson (Švedska)      | Eldar Rønning (Norveška)      |
| 2009 Liberec       | Ola Vigen Hattestad (Norveška) | Johan Kjølstad (Norveška)   | Nikolaj Morilov (Rusija)      |
| 2011 Oslo          | Marcus Hellner (Švedska)       | Petter Northug (Norveška)   | Emil Jönsson (Švedska)        |
| 2013 Val di Fiemme | Nikita Krijukov (RUS)          | Petter Northug (NOR)        | Alex Harvey (CAN)             |
| 2015 Falun         | Petter Northug (NOR)           | Alex Harvey (CAN)           | Ola Vigen Hattestad (NOR)     |
| 2017 Lahti         | Federico Pellegrino (ITA)      | Sergej Ustjugov (RUS)       | Johannes Høsflot Klæbo (NOR)  |
| 2019 Seefeld       | Johannes Høsflot Klæbo (NOR)   | Federico Pellegrino (ITA)   | Gleb Retivykh (RUS)           |
| 2021 Oberstdorf    | Johannes Høsflot Klæbo (NOR)   | Erik Valnes (NOR)           | Håvard Solås Taugbøl (NOR)    |

### Ekipni šprint
| Prvenstvo          | Zlato                                        | Srebro                                      | Bron                                                        |
| 2005 Oberstdorf    | Tore Ruud Hofstad Tor Arne Hetland Norveška  | Jens Filbrich · Axel Teichmann · Nemčija    | Dušan Kožíšek Martin Koukal Češka                           |
| 2007 Saporo        | Renato Pasini Cristian Zorzi Italija         | Nikolay Morilov · Vasili Rotchev · Rusija   | Milan Šperl Dušan Kožíšek Češka                             |
| 2009 Liberec       | Ola Vigen Hattestad Johan Kjølstad Norveška  | Tobias Angerer · Axel Teichmann · Nemčija   | Sami Jauhojärvi Ville Nousiainen Finska                     |
| 2011 Oslo          | Devon Kershaw · Alex Harvey · Kanada         | Petter Northug Ola Vigen Hattestad Norveška | Aleksander Panžinski · Nikita Krijukov · Rusija             |
| 2013 Val di Flemme | Aleksej Petuhov · Nikita Krijukov · Rusija   | Marcus Hellner Emil Jönsson Švedska         | Nikolaj Čebotko Aleksej Poltoranin Kazahstan                |
| 2015 Falun         | Finn Hågen Krogh Petter Northug Norveška     | Aleksej Petuhov · Nikita Krijukov · Rusija  | Dietmar Nöckler Federico Pellegrino Italija                 |
| 2017 Lahti         | Nikita Krijukov · Sergej Ustjugov · Rusija   | Dietmar Nöckler Federico Pellegrino Italija | Sami Jauhojärvi Iivo Niskanen Finska                        |
| 2019 Seefeld       | Emil Iversen Johannes Høsflot Klæbo Norveška | Gleb Retivih · Aleksander Bolšunov · Rusija | Francesco De Fabiani Federico Pellegrino Italija            |
| 2021 Oberstdorf    | Erik Valnes Johannes Høsflot Klæbo Norveška  | Ristomatti Hakola Joni Mäki Finska          | Aleksander Bolšunov · Gleb Retivih · Smučarska zveza Rusije |

### Medalje po državah
| Poz.       | Država                        | Zlato | Srebro | Bron | Skupaj |
| ---------- | ----------------------------- | ----- | ------ | ---- | ------ |
| 1          | Norveška                      | 62    | 40     | 47   | 149    |
| 2          | Švedska                       | 38    | 29     | 28   | 95     |
| 3          | Finska                        | 30    | 30     | 29   | 89     |
| 4          | Rusija                        | 7     | 15     | 12   | 34     |
| 5          | Sovjetska zveza               | 7     | 13     | 7    | 27     |
| 6          | Italija                       | 6     | 9      | 16   | 31     |
| 7          | Kazahstan                     | 3     | 2      | 4    | 9      |
| 8          | Nemčija                       | 2     | 8      | 6    | 16     |
| 9          | Češkoslovaška                 | 2     | 5      | 4    | 11     |
| 10         | Nemška demokratična republika | 2     | 3      | 2    | 7      |
| 11         | Estonija                      | 2     | 2      | 0    | 4      |
| 12         | Kanada                        | 2     | 1      | 2    | 5      |
| 13         | Francija                      | 1     | 2      | 4    | 7      |
| 14         | Češka                         | 1     | 2      | 2    | 5      |
| 15         | Smučarska zveza Rusije        | 1     | 2      | 1    | 4      |
| 16         | Švica                         | 1     | 2      | 0    | 3      |
| 17         | Avstrija                      | 1     | 1      | 2    | 4      |
| 18         | Španija                       | 1     | 1      | 0    | 2      |
| 19         | Poljska                       | 1     | 0      | 2    | 3      |
| 20         | Belorusija                    | 0     | 1      | 0    | 1      |
| 21         | ZDA                           | 0     | 0      | 1    | 1      |
| 21         | Zvezna republika Nemčija      | 0     | 0      | 1    | 1      |
| Skupaj: 22 | Skupaj: 22                    | 170   | 168    | 170  | 508    |

## Dobitnice medalj

### 10 km
| Prvenstvo           | Zlato                                | Srebro                                          | Bron                                    |
| 1954 Falun          | Ljubov Kozireva (Sovjetska zveza)    | Siiri Rantanen (Finska)                         | Mirja Hietamies (Finska)                |
| 1958 Lahti          | Alevtina Kolčina (Sovjetska zveza)   | Ljubov Kozireva (Sovjetska zveza)               | Siiri Rantanen (Finska)                 |
| 1962 Zakopane       | Alevtina Kolčina (Sovjetska zveza)   | Marija Gusakova (Sovjetska zveza)               | Radija Jerosjina (Sovjetska zveza)      |
| 1966 Oslo           | Klavdija Bojarskih (Sovjetska zveza) | Alevtina Kolčina (Sovjetska zveza)              | Toini Gustafsson (Švedska)              |
| 1970 Vysoké Tatry   | Alevtina Oljunina (Sovjetska zveza)  | Marjatta Kajosmaa (Finska)                      | Galina Kulakova (Sovjetska zveza)       |
| 1974 Falun          | Galina Kulakova (Sovjetska zveza)    | Barbara Petzold (Nemška demokratična republika) | Helena Takalo (Finska)                  |
| 1978 Lahti          | Zinaida Amosova (Sovjetska zveza)    | Raisa Smetanina (Sovjetska zveza)               | Hilkka Riihivuori (Finska)              |
| 1982 Oslo           | Berit Aunli (Norveška)               | Hilkka Riihivuori (Finska)                      | Květa Jeriová (Češkoslovaška)           |
| 1985 Seefeld        | Anette Bøe (Norveška)                | Marja-Liisa Kirvesniemi (Finska)                | Grete Ingeborg Nykkelmo (Norveška)      |
| 1987 Oberstdorf     | Anne Jahren (Norveška)               | Marjo Matikainen (Finska)                       | Britt Pettersen (Norveška)              |
| 1989 Lahti klasično | Marja-Liisa Kirvesniemi (Finska)     | Pirkko Määttä (Finska)                          | Marjo Matikainen (Finska)               |
| 1989 Lahti prosto   | Jelena Välbe (Sovjetska zveza)       | Marjo Matikainen (Finska)                       | Tamara Tihonova (Sovjetska zveza)       |
| 1991 Val di Fiemme  | Jelena Välbe (Sovjetska zveza)       | Marie-Helene Westin (Švedska)                   | Tamara Tihonova (Sovjetska zveza)       |
| 2001 Lahti          | Bente Skari (Norveška)               | Olga Danilova (Rusija)                          | Larisa Lazutina (Rusija)                |
| 2003 Val di Fiemme  | Bente Skari (Norveška)               | Kristina Šmigun (Estonija)                      | Hilde Gjermundshaug Pedersen (Norveška) |
| 2005 Oberstdorf     | Kateřina Neumannová (Češka)          | Julija Čepalova (Rusija)                        | Marit Bjørgen (Norveška)                |
| 2007 Saporo         | Kateřina Neumannová (Češka)          | Olga Zavijalova (Rusija)                        | Arianna Follis (Italija)                |
| 2009 Liberec        | Aino-Kaisa Saarinen (Finska)         | Marianna Longa (Italija)                        | Justyna Kowalczyk (Poljska)             |
| 2011 Oslo           | Marit Bjørgen (NOR)                  | Justyna Kowalczyk (POL)                         | Aino-Kaisa Saarinen (FIN)               |
| 2013 Val di Fiemme  | Therese Johaug (NOR)                 | Marit Bjørgen (NOR)                             | Julija Čekaleva (RUS)                   |
| 2015 Falun          | Charlotte Kalla (SWE)                | Jessie Diggins (USA)                            | Caitlin Compton Gregg (USA)             |
| 2017 Lahti          | Marit Bjørgen (NOR)                  | Charlotte Kalla (SWE)                           | Astrid Uhrenholdt Jacobsen (NOR)        |
| 2019 Seefeld        | Therese Johaug (NOR)                 | Frida Karlsson (SWE)                            | Ingvild Flugstad Østberg (NOR)          |
| 2021 Oberstdorf     | Therese Johaug (NOR)                 | Frida Karlsson (SWE)                            | Ebba Andersson (SWE)                    |

### Štafeta 3/4 x 5 km
| Prvenstvo          | Zlato                                                                                               | Srebro                                                                                                 | Bron                                                                                     |
| štafeta 3x5 km     | | |                                                                                          |
| 1954 Falun         | Ljubov Kozireva · Margarita Maslennikova · Valentina Tsaryova · Sovjetska zveza                     | Sirkka Polkunen · Mirja Hietamies · Siiri Rantanen · Finska                                            | Anna-Lisa Eriksson · Märta Nordberg · Sonja Edström · Švedska                            |
| 1958 Lahti         | Radia Yeroshina · Alevtina Kolčina · Ljubov Kozireva · Sovjetska zveza                              | Toini Mikkola-Pöysti · Pirkko Korkee · Siiri Rantanen · Finska                                         | Märta Nordberg · Inna Johansson · Sonja Edström · Švedska                                |
| 1962 Zakopane      | Lyubov Baranova · Marija Gusakova · Alevtina Kolčina · Sovjetska zveza                              | Barbro Martinsson · Britt Strandberg · Toini Gustafsson · Švedska                                      | Siiri Rantanen · Eeva Ruoppa · Mirja Lehtonen · Finska                                   |
| 1966 Oslo          | Klavdija Bojarskih · Rita Ačkina · Alevtina Kolčina · Sovjetska zveza                               | Ingrid Wigernæs · Inger Aufles · Berit Mørdre · Norveška                                               | Barbro Martinsson · Britt Strandberg · Toini Gustafsson · Švedska                        |
| 1970 Vysoké Tatry  | Nina Fjodorova · Galina Kulakova · Alevtina Oljunina · Sovjetska zveza                              | Gabriele Haupt Renata Fischer Anna Unger Nemška demokratična republika                                 | Senja Pusula Helena Takalo Marjatta Kajosmaa Finska                                      |
| štafeta 4x5 km     | | |                                                                                          |
| 1974 Falun         | Nina Fjodorova · Nina Seljunina · Raisa Smetanina · Galina Kulakova · Sovjetska zveza               | Sigrun Krause · Petra Hinze · Barbara Petzold · Veronika Schmidt · Vzhodna Nemčija                     | Alena Bartošová · Gabriela Sekajová · Miroslava Jaškovská · Blanka Paulů · Češkoslovaška |
| 1978 Lahti         | Taina Impiö · Marja-Liisa Hämäläinen · Hilkka Riihivuori · Helena Takalo · Finska                   | Marlies Rostock · Birgit Schreiber · Barbara Petzold · Christel Meinel · Vzhodna Nemčija               | Nina Ročeva · Zinaida Amosova · Raisa Smetanina · Galina Kulakova · Sovjetska zveza      |
| 1982 Oslo          | Anette Bøe · Inger Helene Nybråten · Berit Aunli · Britt Pettersen · Norveška                       | Lyubov Lyadova · Lyubov Sabolotskaya · Raisa Smetanina · Galina Kulakova · Sovjetska zveza             | Petra Sölter · Carola Anding · Barbara Petzold · Veronika Hesse · Vzhodna Nemčija        |
| 1985 Seefeld       | Tamara Tikhonova · Raisa Smetanina · Liliya Vasilchenko · Anfisa Romanova · Sovjetska zveza         | Anette Bøe · Anne Jahren · Grete Ingeborg Nykkelmo · Berit Aunli · Norveška                            | Manuela Drescher · Gaby Nestler · Antje Misersky · Ute Noack · Vzhodna Nemčija           |
| 1987 Oberstdorf    | Antonina Ordina · Nina Gavriljuk · Larisa Ptistyna · Anfisa Reztsova · Sovjetska zveza              | Marianne Dahlmo · Nina Skeime · Anne Jahren · Anette Bøe · Norveška                                    | Magdalena Wallin · Karin Lamberg-Skog · Annika Dahlmann · Marie-Helene Westin · Švedska  |
| 1989 Lahti         | Pirkko Määttä · Marja-Liisa Kirvesniemi · Jaana Savolainen · Marjo Matikainen · Finska              | Julija Shamshurina · Raisa Smetanina · Tamara Tikhonova · Jelena Välbe · Sovjetska zveza               | Inger Helene Nybråten · Anne Jahren · Nina Skeime · Marianne Dahlmo · Norveška           |
| 1991 Val di Fiemme | Ljubov Jegorova · Raisa Smetanina · Tamara Tikhonova · Jelena Välbe · Sovjetska zveza               | Bice Vanzetta · Manuela Di Centa · Gabriella Paruzzi · Stefania Belmondo · Italija                     | Solveig Pedersen · Inger Helene Nybråten · Elin Nilsen · Trude Dybendahl · Norveška      |
| 1993 Falun         | Jelena Välbe · Larisa Lazutina · Nina Gavriljuk · Ljubov Jegorova · Rusija                          | Gabriella Paruzzi · Bice Vanzetta · Manuela Di Centa · Stefania Belmondo · Italija                     | Trude Dybendahl · Inger Helene Nybråten · Anita Moen · Elin Nilsen · Norveška            |
| 1995 Thunder Bay   | Olga Danilova · Jelena Välbe · Larisa Lazutina · Nina Gavriljuk · Rusija                            | Marit Mikkelsplass · Inger Helene Nybråten · Elin Nilsen · Anita Moen-Guidon · Norveška                | Anna Frithioff · Marie-Helene Westin · Antonina Ordina · Anette Fanqvist · Švedska       |
| 1997 Trondheim     | Olga Danilova · Larisa Lazutina · Nina Gavriljuk · Jelena Välbe · Rusija                            | Bente Martinsen · Marit Mikkelsplass · Elin Nilsen · Trude Dybendahl Hartz · Norveška                  | Riikka Sirviö · Tuulikki Pyykkönen · Kati Pulkkinen · Satu Salonen · Finska              |
| 1999 Ramsau        | Olga Danilova · Larisa Lazutina · Anfisa Rezcova · Nina Gavriljuk · Rusija                          | Sabina Valbusa · Gabriella Paruzzi · Antonella Confortola · Stefania Belmondo · Italija                | Viola Bauer · Ramona Roth · Evi Sachenbacher · Sigrid Wille · Nemčija                    |
| 2001 Lahti         | Olga Danilova · Larisa Lazutina · Julija Čepalova · Nina Gavriljuk · Rusija                         | Anita Moen · Bente Skari · Elin Nilsen · Hilde Gjermundshaug Pedersen · Norveška                       | Gabriella Paruzzi · Sabina Valbusa · Stefania Belmondo · Cristina Paluselli · Italija    |
| 2003 Val di Fiemme | Manuela Henkel · Viola Bauer · Claudia Künzel · Evi Sachenbacher · Nemčija                          | Anita Moen · Marit Bjørgen · Hilde Gjermundshaug Pedersen · Vibeke Skofterud · Norveška                | Natalija Korosteljova · Olga Zavijalova · Jelena Burukina · Nina Gavriljuk · Rusija      |
| 2005 Oberstdorf    | Vibeke Skofterud · Hilde Gjermundshaug Pedersen · Kristin Størmer Steira · Marit Bjørgen · Norveška | Larisa Kurkina · Natalija Baranova-Masolkina · Jevgenija Medvedeva-Arbuzova · Julija Čepalova · Rusija | Gabriella Paruzzi · Antonella Confortola · Sabina Valbusa · Arianna Follis · Italija     |
| 2007 Saporo        | Virpi Kuitunen · Aino-Kaisa Saarinen · Riitta-Liisa Roponen · Pirjo Manninen · Finska               | Stefanie Böhler · Viola Bauer · Claudia Künzel-Nystad · Evi Sachenbacher-Stehle · Nemčija              | Vibeke Skofterud · Marit Bjørgen · Kristin Størmer Steira · Astrid Jacobsen · Norveška   |
| 2009 Liberec       | Pirjo Muranen Virpi Kuitunen Riitta-Liisa Roponen Aino-Kaisa Saarinen Finska                        | Katrin Zeller · Evi Sachenbacher-Stehle · Miriam Gössner · Claudia Künzel-Nystad · Nemčija             | Lina Andersson Britta Norgren Anna Haag Charlotte Kalla Švedska                          |
| 2011 Oslo          | Vibeke Skofterud Therese Johaug Kristin Størmer Steira Marit Bjørgen Norveška                       | Ida Ingemarsdotter Anna Haag Britta Johansson Norgren Charlotte Kalla Švedska                          | Pirjo Muranen Aino-Kaisa Saarinen Riitta-Liisa Roponen Krista Lähteenmäki Finska         |
| 2013 Val di Fiemme | Heidi Weng Therese Johaug Kristin Størmer Steira Marit Bjørgen Norveška                             | Ida Ingemarsdotter Emma Wikén Anna Haag Charlotte Kalla Švedska                                        | Julija Ivanova · Alija Iksanova · Marija Gusčina · Julija Čekaleva · Rusija              |
| 2015 Falun         | Heidi Weng Therese Johaug Astrid Uhrenholdt Jacobsen Marit Bjørgen Norveška                         | Sofia Bleckur Charlotte Kalla Maria Rydqvist Stina Nilsson Švedska                                     | Aino-Kaisa Saarinen Kerttu Niskanen Riitta-Liisa Roponen Krista Pärmäkoski Finska        |
| 2017 Lahti         | Maiken Caspersen Falla Heidi Weng Astrid Uhrenholdt Jacobsen Marit Bjørgen Norveška                 | Anna Haag Charlotte Kalla Ebba Andersson Stina Nilsson Švedska                                         | Aino-Kaisa Saarinen Kerttu Niskanen Laura Mononen Krista Pärmäkoski Finska               |
| 2019 Seefeld       | Ebba Andersson Frida Karlsson Charlotte Kalla Stina Nilsson Švedska                                 | Heidi Weng Ingvild Flugstad Østberg Astrid Uhrenholdt Jacobsen Therese Johaug Norveška                 | Julija Belorukova · Anastazija Sedova · Ana Nečajevska · Natalija Neprjajeva · Rusija    |
| 2021 Oberstdorf    | Tiril Udnes Weng Heidi Weng Therese Johaug Helene Marie Fossesholm Norveška                         | Jana Kirpičenko · Julija Stupak · Tatjana Sorina · Natalija Neprjajeva · Smučarska zveza Rusije        | Jasmi Joensuu Johanna Matintalo Riitta-Liisa Roponen Krista Pärmäkoski Finska            |

### 5 km
| Prvenstvo          | Zlato                              | Srebro                               | Bron                               |
| 1962 Zakopane      | Alevtina Kolčina (Sovjetska zveza) | Ljubov Baranova (Sovjetska zveza)    | Marija Gusakova (Sovjetska zveza)  |
| 1966 Oslo          | Alevtina Kolčina (Sovjetska zveza) | Klavdija Bojarskih (Sovjetska zveza) | Rita Ackina (Sovjetska zveza)      |
| 1970 Vysoké Tatry  | Galina Kulakova (Sovjetska zveza)  | Galina Piljušenko (Sovjetska zveza)  | Nina Fjodorova (Sovjetska zveza)   |
| 1974 Falun         | Galina Kulakova (Sovjetska zveza)  | Blanka Paulů (Češkoslovaška)         | Raisa Smetanina (Sovjetska zveza)  |
| 1978 Lahti         | Helena Takalo (Finska)             | Hilkka Riihivuori (Finska)           | Raisa Smetanina (Sovjetska zveza)  |
| 1982 Oslo          | Berit Aunli (Norveška)             | Hilkka Riihivuori (Finska)           | Britt Pettersen (Norveška)         |
| 1985 Seefeld       | Anette Bøe (Norveška)              | Marja-Liisa Hämäläinen (Finska)      | Grete Ingeborg Nykkelmo (Norveška) |
| 1987 Oberstdorf    | Marjo Matikainen (Finska)          | Anfisa Rezcova (Sovjetska zveza)     | Evi Kratzer (Švica)                |
| 1991 Val di Fiemme | Trude Dybendahl (Norveška)         | Marja-Liisa Kirvesniemi (Finska)     | Manuela Di Centa (Italija)         |
| 1993 Falun         | Larisa Lazutina (Rusija)           | Ljubov Jegorova (Rusija)             | Trude Dibendahl (Norveška)         |
| 1995 Thunder Bay   | Larisa Lazutina (Rusija)           | Nina Gavriljuk (Rusija)              | Manuela Di Centa (Italija)         |
| 1997 Trondheim     | Jelena Välbe (Rusija)              | Stefania Belmondo (Italija)          | Olga Danilova (Rusija)             |
| 1999 Ramsau        | Bente Martinsen (Norveška)         | Olga Danilova (Rusija)               | Kateřina Neumannová (Češka)        |

### 20 km in 30 km
| Prvenstvo          | Zlato                                          | Srebro                                | Bron                                 |
| 20 km              |                                                |                                       |                                      |
| 1978 Lahti         | Zinaida Amosova (Sovjetska zveza)              | Raisa Smetanina (Sovjetska zveza)     | Helena Takalo (Finska)               |
| 1980 Falun         | Veronika Hesse (Nemška demokratična republika) | Galina Kulakova (Sovjetska zveza)     | Raisa Smetanina (Sovjetska zveza)    |
| 1982 Oslo          | Raisa Smetanina (Sovjetska zveza)              | Berit Aunli (Norveška)                | Hilkka Riihivuori (Finska)           |
| 1985 Seefeld       | Grete Ingeborg Nykkelmo (Norveška)             | Britt Pettersen (Norveška)            | Anette Bøe (Norveška)                |
| 30 km              |                                                |                                       |                                      |
| 1987 Oberstdorf    | Marie-Helene Westin (Švedska)                  | Anfisa Rezcova (Sovjetska zveza)      | Larisa Ptistina (Sovjetska zveza)    |
| 1989 Lahti         | Jelena Välbe (Sovjetska zveza)                 | Larisa Lazutina (Sovjetska zveza)     | Marjo Matikainen (Finska)            |
| 1991 Val di Fiemme | Ljubov Jegorova (Sovjetska zveza)              | Jelena Välbe (Sovjetska zveza)        | Manuela Di Centa (Italija)           |
| 1993 Falun         | Stefania Belmondo (Italija)                    | Manuela Di Centa (Italija)            | Ljubov Jegorova (Rusija)             |
| 1995 Thunder Bay   | Jelena Välbe (Rusija)                          | Manuela Di Centa (Italija)            | Antonina Ordina (Švedska)            |
| 1997 Trondheim     | Jelena Välbe (Rusija)                          | Stefania Belmondo (Italija)           | Marit Mikkelsplass (Norveška)        |
| 1999 Ramsau        | Larisa Lazutina (Rusija)                       | Olga Danilova (Rusija)                | Kristina Šmigun (Estonija)           |
| 2003 Val di Fiemme | Olga Zavyalova (Rusija)                        | Jelena Buruhina (Rusija)              | Kristina Šmigun (Estonija)           |
| 2005 Oberstdorf    | Marit Bjørgen (Norveška)                       | Virpi Kuitunen (Finska)               | Natalija Baranova-Masolkina (Rusija) |
| 2007 Saporo        | Virpi Kuitunen (Finska)                        | Kristin Størmer Steira (Norveška)     | Therese Johaug (Norveška)            |
| 2009 Liberec       | Justyna Kowalczyk (Poljska)                    | Jevgenija Medvedeva-Arbuzova (Rusija) | Valentina Ševčenko (Ukrajina)        |
| 2011 Oslo          | Therese Johaug (NOR)                           | Marit Bjørgen (NOR)                   | Justyna Kowalczyk (POL)              |
| 2013 Val di Fiemme | Marit Bjørgen (NOR)                            | Justyna Kowalczyk (POL)               | Therese Johaug (NOR)                 |
| 2015 Falun         | Therese Johaug (NOR)                           | Marit Bjørgen (NOR)                   | Charlotte Kalla (SWE)                |
| 2017 Lahti         | Marit Bjørgen (NOR)                            | Heidi Weng (NOR)                      | Astrid Uhrenholdt Jacobsen (NOR)     |
| 2019 Seefeld       | Therese Johaug (NOR)                           | Ingvild Flugstad Østberg (NOR)        | Frida Karlsson (SWE)                 |
| 2021 Oberstdorf    | Therese Johaug (NOR)                           | Heidi Weng (NOR)                      | Frida Karlsson (SWE)                 |

### 15 km
| Prvenstvo          | Zlato                          | Srebro                           | Bron                             |
| 1989 Lahti         | Marjo Matikainen (Finska)      | Marja-Liisa Kirvesniemi (Finska) | Pirkko Määttä (Finska)           |
| 1991 Val di Fiemme | Jelena Välbe (Sovjetska zveza) | Trude Dybendahl (Norveška)       | Stefania Belmondo (Italija)      |
| 1993 Falun         | Jelena Välbe (Rusija)          | Marja-Liisa Kirvesniemi (Finska) | Marjut Rolig (Finska)            |
| 1995 Thunder Bay   | Larisa Lazutina (Rusija)       | Jelena Välbe (Rusija)            | Inger Helene Nybråten (Norveška) |
| 1997 Trondheim     | Jelena Välbe (Rusija)          | Stefania Belmondo (Italija)      | Kateřina Neumannová (Češka)      |
| 1999 Ramsau        | Stefania Belmondo (Italija)    | Kristina Šmigun (Estonija)       | Maria Theurl (Avstrija)          |
| 2001 Lahti         | Bente Skari (Norveška)         | Olga Danilova (Rusija)           | Kaisa Varis (Finska)             |
| 2003 Val di Fiemme | Bente Skari (Norveška)         | Kristina Šmigun (Estonija)       | Olga Zavijalova (Rusija)         |

### Dvojno zasledovanje
| Prvenstvo                        | Zlato                                               | Srebro                            | Bron                               |
| 5 km klasično + 10 km prosto.    |                                                     |                                   |                                    |
| 1993 Falun                       | Stefania Belmondo (Italija)                         | Larisa Lazutina (Rusija)          | Ljubov Jegorova (Rusija)           |
| 1995 Thunder Bay                 | Larisa Lazutina (Rusija)                            | Nina Gavriljuk (Rusija)           | Olga Danilova (Rusija)             |
| 1997 Trondheim                   | Jelena Välbe (Rusija) · Stefania Belmondo (Italija) |                                   | Nina Gavriljuk (Rusija)            |
| 1999 Ramsau                      | Stefania Belmondo (Italija)                         | Nina Gavriljuk (Rusija)           | Irina Terelia Taranenko (Ukrajina) |
| 5 km klasično + 5 km prosto.     |                                                     |                                   |                                    |
| 2001 Lahti                       | Virpi Kuitunen (Finska)                             | Larisa Lazutina (Rusija)          | Olga Danilova (Rusija)             |
| 2003 Val di Fiemme               | Kristina Šmigun (Estonija)                          | Evi Sachenbacher (Nemčija)        | Olga Zavijalova (Rusija)           |
| 7,5 km klasično + 7,5 km prosto. |                                                     |                                   |                                    |
| 2005 Oberstdorf                  | Julija Čepalova (Rusija)                            | Marit Bjørgen (Norveška)          | Kristin Størmer Steira (Norveška)  |
| 2007 Saporo                      | Olga Zavyalova (Rusija)                             | Kateřina Neumannová (Češka)       | Kristin Størmer Steira (Norveška)  |
| 2009 Liberec                     | Justyna Kowalczyk (Poljska)                         | Kristin Størmer Steira (Norveška) | Aino-Kaisa Saarinen (Finska)       |
| 2011 Oslo                        | Marit Bjørgen (NOR)                                 | Justyna Kowalczyk (POL)           | Therese Johaug (NOR)               |
| 2013 Val di Flemme               | Marit Bjørgen (NOR)                                 | Therese Johaug (NOR)              | Heidi Weng (NOR)                   |
| 2015 Falun                       | Therese Johaug (NOR)                                | Astrid Uhrenholdt Jacobsen (NOR)  | Charlotte Kalla (SWE)              |
| 2017 Lahti                       | Marit Bjørgen (NOR)                                 | Krista Pärmäkoski (FIN)           | Charlotte Kalla (SWE)              |
| 2019 Seefeld                     | Therese Johaug (NOR)                                | Ingvild Flugstad Østberg (NOR)    | Natalija Neprjajeva (RUS)          |
| 2021 Oberstdorf                  | Therese Johaug (NOR)                                | Frida Karlsson (SWE)              | Ebba Andersson (SWE)               |

### Posamični šprint
| Prvenstvo          | Zlato                        | Srebro                                   | Bron                                    |
| 2001 Lahti         | Pirjo Manninen (Finska)      | Kati Sundqvist (Finska)                  | Julija Čepalova (Rusija)                |
| 2003 Val di Fiemme | Marit Bjørgen (Norveška)     | Claudia Künzel (Nemčija)                 | Hilde Gjermundshaug Pedersen (Norveška) |
| 2005 Oberstdorf    | Emilie Öhrstig (Švedska)     | Lina Andersson (Švedska)                 | Sara Renner (Kanada)                    |
| 2007 Saporo        | Astrid Jacobsen (Norveška)   | Petra Majdič (Slovenija)                 | Virpi Kuitunen (Finska)                 |
| 2009 Liberec       | Arianna Follis (Italija)     | Kikkan Randall (Združene države Amerike) | Pirjo Muranen (Finska)                  |
| 2011 Oslo          | Marit Björgen (Norveška)     | Arianna Follis (Italija)                 | Petra Majdič (Slovenija)                |
| 2013 Val di Fiemme | Marit Bjørgen (NOR)          | Ida Ingemarsdotter (SWE)                 | Maiken Caspersen Falla (NOR)            |
| 2015 Falun         | Marit Bjørgen (NOR)          | Stina Nilsson (SWE)                      | Maiken Caspersen Falla (NOR)            |
| 2017 Lahti         | Maiken Caspersen Falla (NOR) | Jessie Diggins (USA)                     | Kikkan Randall (USA)                    |
| 2019 Seefeld       | Maiken Caspersen Falla (NOR) | Stina Nilsson (SWE)                      | Mari Eide (NOR)                         |
| 2021 Oberstdorf    | Jonna Sundling (SWE)         | Maiken Caspersen Falla (NOR)             | Anamarija Lampič (SLO)                  |

### Ekipni šprint
| Prvenstvo          | Zlato                                                    | Srebro                                                    | Bron                                                       |
| 2005 Oberstdorf    | Hilde Gjermundshaug Pedersen Marit Bjørgen Norveška      | Riitta Liisa Lassila Pirjo Manninen Finska                | Julija Čepalova · Alena Sidko · Rusija                     |
| 2007 Saporo        | Riitta-Liisa Roponen Virpi Kuitunen Finska               | Evi Sachenbacher-Stehle · Claudia Künzel-Nystad · Nemčija | Astrid Jacobsen Marit Bjørgen Norveška                     |
| 2009 Liberec       | Aino-Kaisa Saarinen Virpi Kuitunen Finska                | Anna Olsson Lina Andersson Švedska                        | Arianna Follis Marianna Longa Italija                      |
| 2011 Oslo          | Ida Ingemarsdotter Charlotte Kalla Švedska               | Aino-Kaisa Saarinen Krista Lähteenmäki Finska             | Maiken Caspersen Falla Astrid Uhrenholdt Jacobsen Norveška |
| 2013 Val di Flemme | Jessie Diggins · Kikkan Randall · ZDA                    | Charlotte Kalla Ida Ingemarsdotter Švedska                | Riikka Sarasoja-Lilja Krista Lähteenmäki Finska            |
| 2015 Falun         | Ingvild Flugstad Østberg Maiken Caspersen Falla Norveška | Ida Ingemarsdotter Stina Nilsson Švedska                  | Justyna Kowalczyk Sylwia Jaśkowiec Poljska                 |
| 2017 Lahti         | Heidi Weng Maiken Caspersen Falla Norveška               | Julija Belorukova · Natalija Matvejeva · Rusija           | Sadie Bjornsen · Jessie Diggins · ZDA                      |
| 2019 Seefeld       | Stina Nilsson Maja Dahlqvist Švedska                     | Katja Višnar Anamarija Lampič Slovenija                   | Ingvild Flugstad Østberg Maiken Caspersen Falla Norveška   |
| 2021 Oberstdorf    | Maja Dahlqvist Jonna Sundling Švedska                    | Laurien van der Graaff Nadine Fähndrich Švica             | Eva Urevc Anamarija Lampič Slovenija                       |

### Medalje po državah
| Poz.       | Država                        | Zlato | Srebro | Bron | Skupaj |
| ---------- | ----------------------------- | ----- | ------ | ---- | ------ |
| 1          | Norveška                      | 47    | 24     | 30   | 101    |
| 2          | Sovjetska zveza               | 27    | 15     | 12   | 54     |
| 3          | Rusija                        | 19    | 17     | 17   | 53     |
| 4          | Finska                        | 14    | 20     | 23   | 57     |
| 5          | Švedska                       | 8     | 17     | 15   | 40     |
| 6          | Italija                       | 5     | 11     | 8    | 24     |
| 7          | Poljska                       | 2     | 3      | 3    | 8      |
| 8          | Češka                         | 2     | 1      | 2    | 5      |
| 9          | Nemčija                       | 1     | 5      | 1    | 7      |
| 10         | Nemška demokratična republika | 1     | 4      | 2    | 7      |
| 11         | ZDA                           | 1     | 3      | 3    | 7      |
| 12         | Estonija                      | 1     | 3      | 2    | 6      |
| 13         | Slovenija                     | 0     | 2      | 3    | 5      |
| 14         | Češkoslovaška                 | 0     | 1      | 2    | 3      |
| 15         | Švica                         | 0     | 1      | 1    | 2      |
| 16         | Smučarska zveza Rusije        | 0     | 1      | 0    | 1      |
| 17         | Ukrajina                      | 0     | 0      | 2    | 2      |
| 18         | Avstrija                      | 0     | 0      | 1    | 1      |
| 18         | Kanada                        | 0     | 0      | 1    | 1      |
| Skupaj: 19 | Skupaj: 19                    | 128   | 128    | 128  | 384    |